# Javorets
Javorets (bulgariska: Яворец) är ett distrikt i Bulgarien.   Det ligger i kommunen Obsjtina Gabrovo och regionen Gabrovo, i den centrala delen av landet, 150 km öster om huvudstaden Sofia.
Omgivningarna runt Javorets är en mosaik av jordbruksmark och naturlig växtlighet. Runt Javorets är det ganska tätbefolkat, med 124 invånare per kvadratkilometer.